# Anne Smith (Tennisspielerin)
Anne Smith (* 1. Juli 1959 in Dallas, Texas) ist eine ehemalige US-amerikanische Tennisspielerin.

## Karriere
Im Doppel gewann Anne Smith mit ihrer Partnerin Kathy Jordan alle vier Grand-Slam-Turniere. 1980 gewannen sie die French Open und Wimbledon, 1981 konnten sie die US Open und die Australian Open gewinnen. Ihren fünften Grand-Slam-Titel im Doppel gewann Smith 1982 zusammen mit Martina Navrátilová bei den French Open.
Im Mixed gewann sie weitere fünf Grand-Slam-Titel. Zusammen mit Billy Martin siegte sie 1980 bei den French Open. Mit Kevin Curren gewann sie 1981 und 1982 die US Open sowie 1982 in Wimbledon. Mit Dick Stockton sicherte sie sich 1984 den Titel bei den French Open.
1984 spielte Anne Smith für die Vereinigten Staaten im Federation Cup. Ihre Bilanz: drei Siege und eine Niederlage (nur Doppel).

## Turniersiege

### Doppel
| Nr. | Datum          | Turnier            | Kategorie                      | Belag             | Partnerin           | Finalgegnerinnen                         | Ergebnis         |
| --- | -------------- | ------------------ | ------------------------------ | ----------------- | ------------------- | ---------------------------------------- | ---------------- |
| 1.  | März 1978      | Dallas             | WTA Virginia Slims Circuit     | Teppich (Halle)   | Martina Navratilova | Evonne Cawley Betty Stöve                | 6:3, 7:6         |
| 2.  | November 1978  | Oldsmar            | WTA Colgate Series             | Hartplatz         | Martina Navratilova | Kerry Reid Wendy Turnbull                | 7:6, 6:3         |
| 3.  | März 1979      | Dallas             | WTA Avon Championships Circuit | Teppich (Halle)   | Martina Navratilova | Chris Evert Rosie Casals                 | 7:6, 6:2         |
| 4.  | August 1979    | Indianapolis       | WTA Colgate Series             | Sand              | Kathy Jordan        | Penny Johnson Paula Smith                | 6:1, 6:0         |
| 5.  | Oktober 1979   | Tampa              | WTA Colgate Series             | Hartplatz         | Virginia Ruzici     | Ilana Kloss Betty-Ann Stuart             | 7:5, 4:6, 7:5    |
| 6.  | November 1979  | Brighton           | WTA Colgate Series             | Teppich (Halle)   | Ann Kiyomura        | Ilana Kloss Laura duPont                 | 6:2, 6:1         |
| 7.  | April 1980     | Hilton Head Island | WTA Colgate Series             | Sand              | Kathy Jordan        | Candy Reynolds Paula Smith               | 6:2, 6:1         |
| 8.  | Juni 1980      | French Open        | Grand Slam                     | Sand              | Kathy Jordan        | Ivanna Madruga Adriana Villagrán         | 6:1, 6:0         |
| 9.  | Juni 1980      | Eastbourne         | WTA Colgate Series             | Rasen             | Kathy Jordan        | Pam Shriver Betty Stöve                  | 6:4, 6:1         |
| 10. | Juli 1980      | Wimbledon          | Grand Slam                     | Rasen             | Kathy Jordan        | Rosie Casals Wendy Turnbull              | 6:4, 6:1         |
| 11. | Juli 1980      | Montreal           | WTA Colgate Series             | Hartplatz         | Pam Shriver         | Ann Kiyomura Greer Stevens               | 3:6, 6:6 Aufgabe |
| 12. | August 1980    | Indianapolis       | WTA Colgate Series             | Sand              | Paula Smith         | Virginia Ruzici Renáta Tomanová          | 4:6, 6:3, 6:4    |
| 13. | September 1980 | Las Vegas          | WTA Colgate Series             | Hartplatz         | Kathy Jordan        | Martina Navratilova Betty Stöve          | 2:6, 6:4, 6:3    |
| 14. | Oktober 1980   | Brighton           | WTA Colgate Series             | Teppich (Halle)   | Kathy Jordan        | Martina Navratilova Betty Stöve          | 6:3, 7:5         |
| 15. | Januar 1981    | Cincinnati         | WTA Avon Championships Circuit | Teppich (Halle)   | Kathy Jordan        | Martina Navratilova Pam Shriver          | 1:6, 6:3, 6:3    |
| 16. | September 1981 | US Open            | Grand Slam                     | Hartplatz         | Kathy Jordan        | Rosie Casals Wendy Turnbull              | 6:3, 6:3         |
| 17. | Oktober 1981   | Brighton           | WTA Toyota Series              | Teppich (Halle)   | Barbara Potter      | Mima Jaušovec Pam Shriver                | 6:7, 6:3, 6:4    |
| 18. | Dezember 1981  | Australian Open    | Grand Slam                     | Rasen             | Kathy Jordan        | Martina Navratilova Pam Shriver          | 6:2, 7:5         |
| 19. | Januar 1982    | Washington, D.C.   | WTA Avon Championships Circuit | Teppich (Halle)   | Kathy Jordan        | Martina Navratilova Pam Shriver          | 6:2, 3:6, 6:1    |
| 20. | März 1982      | Los Angeles        | WTA Avon Championships Circuit | Teppich (Halle)   | Kathy Jordan        | Barbara Potter Sharon Walsh              | 6:3, 7:5         |
| 21. | März 1982      | Boston             | WTA Avon Championships Circuit | Teppich (Halle)   | Kathy Jordan        | Rosie Casals Wendy Turnbull              | 7:6, 2:6, 6:4    |
| 22. | Juni 1982      | French Open        | Grand Slam                     | Sand              | Martina Navratilova | Rosie Casals Wendy Turnbull              | 6:3, 6:4         |
| 23. | November 1982  | Brisbane           | WTA Toyota Series              | Rasen             | Billie Jean King    | Claudia Kohde-Kilsch Eva Pfaff           | 6:3, 6:4         |
| 24. | April 1983     | Orlando            | WTA                            | Sand              | Billie Jean King    | Martina Navratilova Pam Shriver          | 6:3, 1:6, 7:6    |
| 25. | April 1984     | Amelia Island      | WTA                            | Sand              | Kathy Jordan        | Anne Hobbs Mima Jaušovec                 | 6:4, 3:6, 6:4    |
| 26. | März 1985      | Palm Beach Gardens | WTA                            | Sand              | JoAnne Russell      | Laura Gildemeister Gabriela Sabatini     | 1:6, 6:1, 7:6    |
| 27. | März 1986      | Hershey            | WTA                            | Teppich (Halle)   | Candy Reynolds      | Sandy Collins Kim Sands                  | 7:6, 6:1         |
| 28. | Oktober 1986   | New Orleans        | WTA                            | Teppich (Halle)   | Candy Reynolds      | Swetlana Parchomenko Laryssa Sawtschenko | 6:3, 3:6, 6:3    |
| 29. | Februar 1990   | Chicago            | WTA Tier I                     | Teppich (Halle)   | Martina Navratilova | Arantxa Sánchez Vicario Nathalie Tauziat | 6:7, 6:4, 6:3    |
| 30. | August 1990    | Albuquerque        | WTA Tier IV                    | Hartplatz         | Meredith McGrath    | Peanut Louie Harper Wendy White-Prausa   | 7:6, 6:4         |
| 31. | November 1990  | Oakland            | WTA Tier II                    | Teppich (Halle)   | Meredith McGrath    | Rosalyn Fairbank-Nideffer Robin White    | 2:6, 6:0, 6:4    |
| 32. | Februar 1991   | Oklahoma City      | WTA Tier IV                    | Hartplatz (Halle) | Meredith McGrath    | Katrina Adams Jill Hetherington          | 6:2, 6:4         |
| 33. | Juli 2005      | Southlake          | ITF $10.000                    | Hartplatz         | Tara Snyder         | Megan Bradley Shadisha Robinson          | 3:6, 7:64, 7:64  |